# Party Girl (film 2014)
Party Girl è un film del 2014 scritto e diretto da Marie Amachoukeli, Claire Burger e Samuel Theis, vincitore del Prix d'ensemble nella categoria Un certain regard e della Caméra d'or al 67º Festival di Cannes.

## Trama
Angélique ha 60 anni ma ama ancora la festa, il divertimento e gli uomini. La notte, per guadagnarsi da vivere, serve da bere in un cabaret vicino al confine tedesco. Con il passare del tempo, però, i clienti si fanno sempre più rari e solo Michel, innamorato della donna, continua a frequentarlo assiduamente. Un giorno, finalmente, le chiede di sposarlo.

## Distribuzione
Il film è stato presentato al 67º Festival di Cannes il 15 maggio 2014.
Il primo trailer del film è stato diffuso il 23 luglio 2014.
La pellicola è uscita nelle sale francesi il 3 settembre 2014 e in quelle italiane, distribuita dalla BiM, il 25 settembre 2014.

## Premi e riconoscimenti
- 2014 - Festival di Cannes
  - Prix d'ensemble Un certain regard
  - Caméra d'or